# Litsea vanoverberghii
Litsea vanoverberghii är en lagerväxtart som beskrevs av Elmer Drew Merrill. Litsea vanoverberghii ingår i släktet Litsea och familjen lagerväxter. Inga underarter finns listade i Catalogue of Life.